# 平濱八幡宮
平濱八幡宮（ひらはまはちまんぐう）は、島根県松江市にある神社である。旧社格は県社。出雲國神仏霊場第13番。
八幡神として応神天皇・仲哀天皇・神功皇后を祀る。

## 歴史
創建年代は不詳であるが、天永2年（1111年）、陰陽寮で当社の遷宮の日時を占ったという記録があり、それ以前には創建されていたことになる。出雲国最古の八幡宮とされる。この地は京都の石清水八幡宮の社領であり、当社は「平浜別宮」と呼ばれ、石清水八幡宮の社家の支流が奉斎していた。
戦国時代には亀井氏、尼子氏、毛利氏によって社殿が造営された。江戸時代には松江藩主が直轄していた。
昭和17年（1942年）に県社に列格した。

## 施設
境内社・武内神社（たけうちじんじゃ）は武内宿禰を祭神とし、「武内さん」の愛称で呼ばれ、武内宿禰が長命であったことから延命長寿の神として信仰を集めている。
その他の境内社には以下のものがある。
- 若宮神社（仁徳天皇）
- 鹿島神社（武甕槌命）
- 加和羅神社（國常立尊外十一柱）
- 東随神社・西随神社（豊盤間戸命・櫛磐間戸命）

境外社として高良神社（玉垂命）がある。

## 祭礼
8月31日には境内社武内神社の大祭があり、深夜まで参拝者が多く訪れる。9月15日の例祭には神幸式が行われる。

## 交通
- 松江駅5番のりばから松江市バス竹矢行き乗車、武内神社前バス停下車。